# 2397 Lappajärvi
A 2397 Lappajärvi (ideiglenes jelöléssel 1938 DV) a Naprendszer kisbolygóövében található aszteroida. Yrjö Väisälä fedezte fel 1938. február 22-én.